# Jazz ist anders
Jazz ist anders je studiové album německé punkrockové kapely Die Ärzte. Bylo vydáno 2. listopadu 2007.

## Pozadí
Po vydání alba Geräusch (2003) se Bela B., Farin Urlaub a Rodrigo González začali věnovat svým sólovým projektům. Urlaub v roce 2005 vydal své sólové studiové album Am Ende der Sonne a živé album Livealbum of Death a rok cestoval. Bela B. v roce 2006 vydal sölové album Bingo a Rodrigo González se přidal ke kapele Abwärts.
31. prosince 2006 – při příležitosti silvestrovského koncertu na vyprodaném RheinEnergieStadionu – kapela oznámila, že na podzim 2007 vydá nové studiové album. Tato zpráva u fanoušků vyvolala velkou radost, protože se spekulovalo o možném rozpadu kapely. Poprvé od roku 1984 (od alba Debil) pracovala kapela bez vedoucích producentů a převazala tyto úkoly sama. V zásadě měli Die Ärzte v úmyslu vytvořit album ve vlastní režii; vznikly vlastní fotky kapely vytvořené pomocí samospouště. Vydání alba následovala vyprodaná turné „Es wird eng“ v listopadu a prosinci 2007 a „Jazzfäst“ od května do srpna 2008.

## Seznam skladeb
1. „Himmelblau“ (Farin Urlaub) – 3:16
2. „Lied vom Scheitern“ (Bela B.) – 3:29
3. „Breit“ (Rodrigo González/Rodrigo González, Farin Urlaub) – 3:14
4. „Lasse redn“ (Farin Urlaub) – 2:49
5. „Die ewige Maitresse“ (Rodrigo González/Bela B.) – 2:24
6. „Junge“ (Farin Urlaub) – 3:07
7. „Nur einen Kuss“ (Farin Urlaub) – 4:25
8. „Perfekt“ (Bela B.) – 2:35
9. „Heulerei“ (Farin Urlaub) – 2:13
10. „Licht am Ende des Sarges“ (Bela B.) – 2:47
11. „Niedliches Liebeslied“ (Rodrigo González/Bela B.) – 3:40
12. „Deine Freundin (wäre mir zu anstrengend)“ (Farin Urlaub) – 2:12
13. „Allein“ (Farin Urlaub) – 3:50
14. „Tu das nicht“ (Bela B.) – 3:52
15. „Living Hell“ (Farin Urlaub) – 3:41
16. „Vorbei ist vorbei“ (Farin Urlaub) – 3:04

## Obsazení
- Farin Urlaub – kytara, zpěv
- Bela B. – bicí, zpěv
- Rodrigo González – baskytara, kytara, klávesy, zpěv